# Rotala stipulata
Rotala stipulata är en fackelblomsväxtart som beskrevs av Blatter och Hallb.. Rotala stipulata ingår i släktet Rotala och familjen fackelblomsväxter. Inga underarter finns listade i Catalogue of Life.